# 韋德 (緬因州)
韋德（英語：Wade）是一個位於美國緬因州阿魯斯圖克縣的市鎮。

## 人口
根據2020年美國人口普查的數據，韋德的面積為94.19平方千米，當中陸地面積為93.52平方千米，而水域面積為0.67平方千米。當地共有人口229人，而人口密度為每平方千米2人。